# 오정규
오정규(吳定圭, 1958년 7월 11일 ~ , 서울)은 대한민국의 공무원이다. 본관은 함양이다.

## 학력
- 서울고등학교
- 서울대학교 경영학 학사
- 서울대학교 행정대학원 행정학 석사
- 리버풀 대학교 경제학 박사

## 주요 경력
- 1981년 : 행정고시 합격(25회)
- 1985년 ~ 1991년 : 경제기획원 공정거래실 사무관
- 1991년 ~ 1992년 : 경제기획원 경제기획국 종합기획과 사무관
- 1992년 ~ 1994년 : 경제기획원 대외경제조정실 사무관
- 1994년 ~ 1996년 : 재정경제원 예산실 법사행정예산관 사무관
- 1996년 : 재정경제원 장관비서관
- 1996년 : 세계은행 파견
- 1997년 ~ 1999년: World Bank East-Asia Bureau Economist
- 1999년 ~ 2000년 : 재정경제부 장관비서관
- 2000년 ~ 2001년 : 재정경제부 금융정책국 보험제도과장
- 2001년 ~ 2003년 : 대통령비서실 행정관
- 2003년 ~ 2006년 : UNIDO(UN공업개발기구) 파견
- 2006년 ~ 2007년 : 재정경제부 경제자유구역기획단 지원국장
- 2007년 ~ 2008년 : 산업자원부 무역투자진흥관
- 2008년 : 지식경제부 무역투자실 무역정책관
- 2008년 : 대통령 국정기획수석비서관실 국책과제2비서관
- 2008년 ~ 2009년 : 대통령자문 국가균형발전위원회 기획단장
- 2009 ~ 2011년 : 대통령 정책기획관실 지역발전비서관
- ~ 2011년 : 대통령직속 지역발전위원회 기획단장
- 2011년 6월 ~ 2013년 3월 : 제51대 농림수산식품부 제2차관
- 2013년 ~ 2015년 : 서울대학교 그린바이오과학기술연구원 특임부원장
- 2013년 ~ 2017년 : 서울대학교 농생명과학대학 초빙/겸임교수
- 2014년 4월 ~ 2016년 3월 : 삼성생명 비상임고문
- 2014년 ~ 2018년 : 서울대학교 융복합과학기술연구원 자문위원
- 2015년 4월 ~ : 김&장 법률사무소 고문
- 2015년 : (주)제이콘텐트리 사외이사
- 2016년 ~ 2018년 : 한국관광공사 미래전략자문위원
- 2016년 ~ 2019년 : 농협생명 사외이사
- 2019년 3월 ~ 2022년 3월 : LS산전㈜ 사외이사
- LS산전㈜ 감사위원회 위원
- LS산전㈜ 사외이사후보추천위원회 위원
- LS산전㈜ 내부거래위원회 위원
- 2022년 3월 ~ 재단법인 나은 이사

## 상훈
- 2008년 : 근정포장

| 전임 정승 | 제4대 농림수산식품부 제2차관 2011년 6월 7일 ~ 2013년 3월 13일 | 후임 손재학 (해양수산부 차관) |